# پادیاپللا
پادیاپللا (به لاتین: Padiyapelella) یک منطقهٔ مسکونی در سری‌لانکا است که در استان مرکزی (سری‌لانکا) واقع شده‌است.